# Universidade Longyan
A Universidade Longyan (em chinês:  龙岩学院) é uma das universidades públicas de graduação em tempo integral da província de Fujian autorizada pelo Ministério da Educação da República Popular da China, que é localizado na cidade de Longyan.

## Faculdades e escolas
Existem 9 faculdades e departamentos na universidade, cobrindo 6 campos, a saber, literatura, ciência, engenharia, agronomia, administração e educação. A universidade oferece 27 programas de graduação de quatro anos e 10 programas universitários de três anos para estudantes de diferentes formações educacionais, incluindo mais de 7500 estudantes em período integral e mais de 5500 estudantes de educação de adultos.
- Faculdade de Ciências Humanas e Educação
- Faculdade de Línguas Estrangeiras
- Faculdade de Economia e Gestão
- Faculdade de Matemática e Ciências da Computação
- Faculdade de Física e Engenharia Mecânica e Elétrica
- Faculdade de Química e Ciência dos Materiais
- Faculdade de Engenharia de Recursos
- Faculdade de Ciências da Vida
- Departamento de Educação Física
- Departamento de Arte
- Departamento de Ensino e Pesquisa dos Cursos de Teoria Política e Ideológica
- Escola de Educação Continuada